# Sky Tower
A Sky Tower az új-zélandi Aucklandben épült 328 méter magas kommunikációs és kilátótorony. A déli félteke legmagasabb, a világ 13. legmagasabb építménye. Formája miatt az aucklandi városkép fontos eleme lett.

## Használata

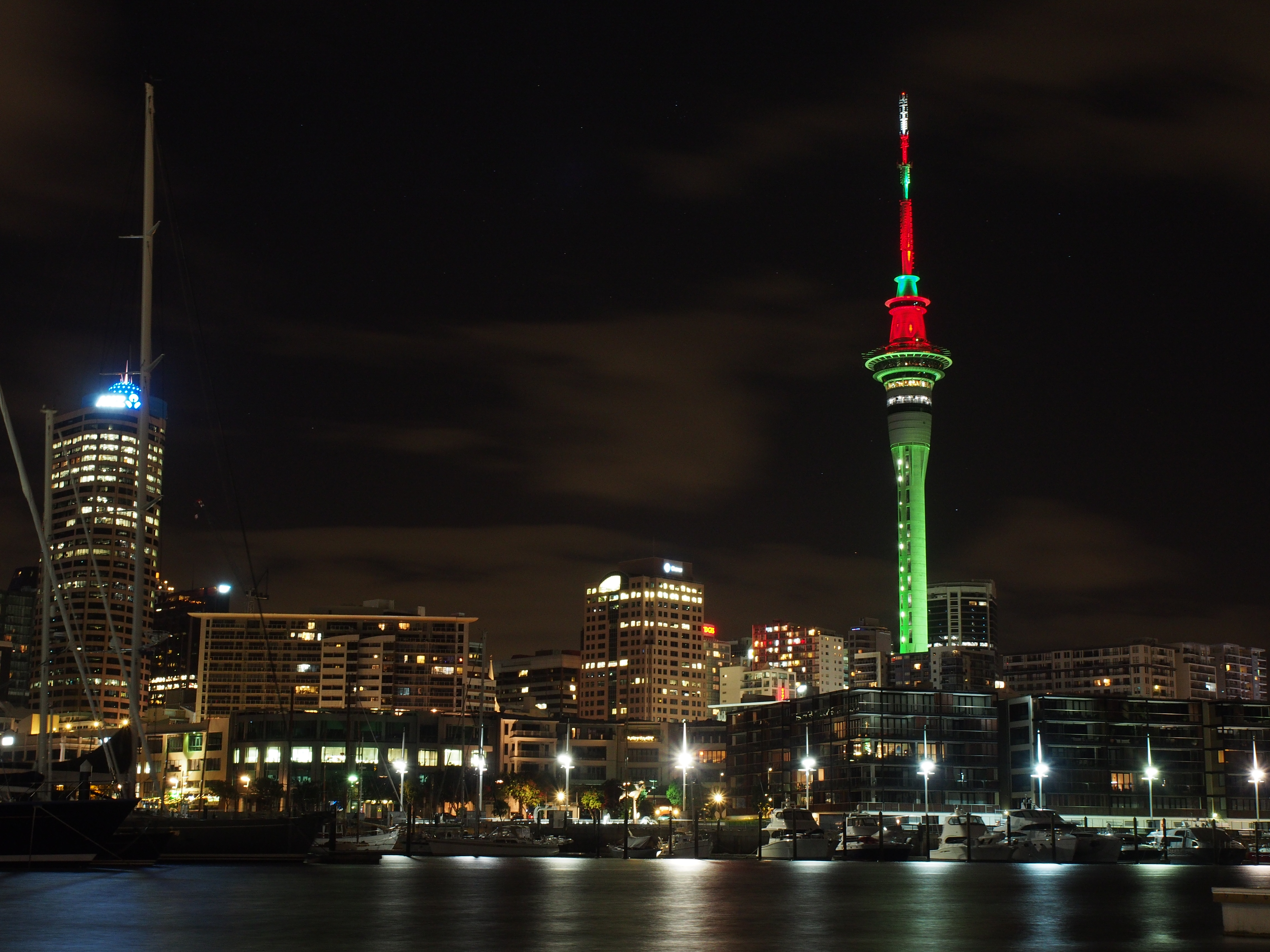
A Sky Tower karácsonyi fényekben

A Sky Tower a SKYCITY Auckland kaszinó-komplexum része, eredetileg a Harrah's Entertainment számára épült. A toronynak naponta 1450 (évente 500 000) látogatója van. A torony felső része két étteremnek és egy kávézónak ad otthont, az egyik étterem 190 méter magasan forgó kilátóként is működik, egy óra alatt tesz meg 360 fokot. Az étterem felett is található egy 360 fokos látképet kínáló kilátószint. a fő kilátó 186 méter magasan van, az üvege 38 mm-es vékonyüveg. A legfelső kilátó rész a Skydeck, 220 méter magasan található, tiszta időben 82 km-re lehet ellátni onnan.
A torony része az ún. Skyjump, ami 192 méter magasságban található. A bázisugrók innen kontrollált körülmények között ugorhatnak, és akár 85 km/órás sebességet is elérhetnek. Az antennára is fel lehet jutni, 300 méteres magasságig.
A tornyot telekommunikációs céllal is használják. Az Auckland Peering Exchange a 48. emeleten található. A torony a legmagasabb FM-átjátszó a világon, 58 kábel nélküli mikrohullámú adást közvetít.

## Építése
A Fletcher Construction volt a torony szerződéses tervezője, a többi mérnöki részért a Beca Group volt a felelős. A designt Craig Craig Moller építészei tervezték, ezért az Új-Zélandi Építészeti Intézet díját kapták.
Két év építés után a tornyot 1997. március 3-án adták át, hat hónappal a tervezett átadás előtt.

### Szerkezete
A torony megerősített betonból készült. 12 méteres átmérőjével nyolc lábon áll, 16 alapot ástak neki, amelyek 12 méter mélyen kapaszkodnak a földbe. A felsőbb emeleteken kompozitanyagokat is használtak, a kilátó részeken alumíniumot és kék-zöld színű üveget is felhasználtak. A torony építése alatt 15 000 köbméter betont, 2000 tonna vasacélt és 660 köbméter acélt használtak.
A torony 200 km/órás szélnek és komoly földrengéseknek képes ellenállni. Egy 40 km-re lévő 7-es erősségű földrengés kárt sem tett az épületben. Még a 20 km-re lévő 8-as földrengés sem. A tornyot eddig csak egyszer zárták be, 2006 novemberében egy vihar miatt, a szél ereje akkor 150 km/órás volt.

## Világítása
A Sky Tower Auckland városának egyik fontos látképe, időnként éjszaka kivilágítják. Egy néhány példa erre:
| - kék = Az Aucklandi Blues Rugby - rózsaszín = Mellrák ellen - vörös és zöld = Karácsony - vörös és arany = Kínai újév - kék és zöld = A Starship gyermekalapítvány számára - narancs = Az Auckland Fesztivál | - zöld és bíbor = Az Auckland-kupa - zöld = Szt. Patrick napja - vörös = Az Amerika-kupa - zöld, vörös és fehér = Új-zélandi rally - arany = Az új-zélandi olimpikonok számára a 21. olimpiai játékokon - kék és vörös= Matariki |